# يان بيرسون
يان بيرسون (بالإنجليزية: Ian Pearson) هو سياسي بريطاني، ولد في 5 أبريل 1959 في المملكة المتحدة. حزبياً، نشط في حزب العمال.

## مناصب
- في 1994 Dudley West by-election [الإنجليزية]‏، انتخب عضو البرلمان الحادي والخمسون للمملكة المتحدة عن دائرة Dudley West (UK Parliament constituency) [الإنجليزية]‏ خلال فترته النيابية ‏ (15 ديسمبر 1994 – 8 أبريل 1997).
- في الانتخابات العامة في المملكة المتحدة 1997 [الإنجليزية]‏، انتخب عضو البرلمان الثاني والخمسون للمملكة المتحدة عن دائرة دودلي الجنوبية وقد انضم خلال فترته النيابية ‏ (1 مايو 1997 – 14 مايو 2001) للكتلة البرلمانية حزب العمال.
- في الانتخابات العامة في المملكة المتحدة 2001، انتخب عضو برلمان المملكة المتحدة الـ53 عن دائرة دودلي الجنوبية وقد انضم خلال فترته النيابية ‏ (7 يونيو 2001 – 11 أبريل 2005) للكتلة البرلمانية حزب العمال.
- في الانتخابات العامة في المملكة المتحدة 2005، انتخب عضو برلمان المملكة المتحدة الـ54 عن دائرة دودلي الجنوبية وقد انضم خلال فترته النيابية ‏ (5 مايو 2005 – 12 أبريل 2010) للكتلة البرلمانية حزب العمال.
- انتخب Economic Secretary to the Treasury [الإنجليزية]‏ (5 أكتوبر 2008 – 11 مايو 2010).